# Whiteout
Whiteout (no Brasil, Terror na Antártida) é um filme franco-americano-canadense de 2009 dirigido por Dominic Sena.

## Sinopse
Carrie Stetko (Kate Beckinsale) é a policial solitária numa missão especial na Antártica: investigar o primeiro caso de assassinato do continente gelado, o que a coloca diante de um mistério surpreendente. A apenas três dias para o início do inverno, Carrie precisa solucionar o crime antes que todo o território mergulhe numa total escuridão e ela fique à mercê do assassino.

## Elenco
- Kate Beckinsale - Carrie Stetko,
- Gabriel Macht - Robert Pryce
- Alex O'Loughlin - Russell Haden
- Columbus Short - Delfy

## Recepção
No site agregador de críticas Rotten Tomatoes, 7% das 117 resenhas dos críticos são positivas. O consenso diz: “Kate Beckinsale é tão linda como sempre, e faz o seu melhor com o material, mas a estimulação moribunda e um enredo sem inspiração deixam Whiteout no frio”.